# Sten Andler
Sten Fredrik Andler, född 1947 i Tidaholms församling, Skaraborgs län, är en svensk datalog. Han blev professor i datalogi vid Lunds universitet 1983.